# Ян Каєтан Яблоновський
Яблоновський Ян Каєтан (1699/1700 — 5 березня 1764, Острог) — князь Священної Римської імперії з 4 липня 1744 р., державний діяч Речі Посполитої (сенатор), військовик, поет, меценат. Кавалер ордену Білого Орла.

## Життєпис
Син великого коронного канцлера (1706—1709) Яна Станіслава Яблоновського та Жанн Марі (Йоанни Марії) маркізи де Бетюн-Шабрі.
Навчався у Львівському колегіумі єзуїтів. Часто подорожував з матір'ю, добре говорив французькою. Від батька перейняв уміння римувати. З 1718 року був чигиринським старостою, тому мав часті суперечки з московитами, був налаштований проти них. Посол на Сейми 1728, 1729, 1732, 1733 років від Галицької землі. 1734 року в Кенігсберзі познайомився зі Станіславом Лєщиньським, для котрого шукав допомоги у татарського хана в Стамбулі. Потім помирився (перепросив) з королем Авґустом III (1737 р.). Невдовзі виїхав до Дрездену, звідти 1738 року до Італії, Франції, Турину, Люневілю, перебував у Мадриді. 1739 року був Якубом III Стюартом був призначений уповноваженим стосовно маєтків Собєських. В Речі Посполитій 1743 року мав посаду старости бібрецького, звання полковника. Для задоволення амбіцій виїхав за кордон: 1743 року став Ґрандом іспанським, кавалером Ордену Золотого Руна, мав багато французьких відзнак, 5 серпня 1744 року від цісаря Карла VII отримав титул князя Священної Римської імперії (був визнаний в Польщі 1773 року). Зарозумілістю і пихою перевищував всіх Яблоновських, стало підписувався «князь на Острогу» (за що був публічно висміяний). 9 листопада 1754 року став брацлавським воєводою. 1756 року став фельдмаршалком австрійським, кавалером ордену Білого Орла. Був надалі супротивником Чарторийських, Росії, симпатизував Прусії. Останнього разу виступав у Вінниці на передконвокаційному сеймику; пробуючи його зірвати, був переслідуваний прихильниками «Фамілії». Це, схоже, спровокувало смерть (помер 5 березня 1764 року в Острозі). Був похований у 1768 році «в маріямпільських капуцинів».
Був автором декількох праць, в тому числі і на релігійну тематику.

### Родина
Перша дружина — Вельгорська Тереза (померла 1749 року; шлюб 1730 року, бездітний), донька волинського каштеляна Вацлава Вельгорського. Друга дружина — княжна Анна Сапєга, відома своєю подальшою господарською, політичною діяльністю, індивідуально, інтелектом значно його перевищувала, якій «…набрид дім Сапєгів своїми хитрощами та злістю» (шлюб у жовтні 1750 року, дітей не мали). В шлюбному договорі записав їй 150000 золотих, які забезпечені були доходами з його маєтків у Любельському та Руському воєводствах. Дружина керувала заборгованими, невпорядкованими з юридичної сторони маєтками (в 1752, 1758 роках львівська шляхта звільнила від податків його броварні на передмістях Львова, знищені вогнем та водою). Презентував дружину по різних дворах Європи, передусім у Версалі; повернувшись додому, довго з нею не проживав, тратив час на подорожі, гулянки.

### Власник, меценат
Урядував у Тисмениці 1745 року. Виділив кошти для будівництва у 1736–1741 рр. мурованого костьолу Святої Трійці в Маріямполі. В 1742 р. було споруджено в Маріямполі кляштор чину Капуцинів з костелом св. Антонія, спочатку дерев'яні, пізніше муровані (будівництво кам'яного монастиря і костьола завершено в 1757 р.). У 1753 р. при монастирі було закладено один із небагатьох вищих навчальних закладів на Галичині — колегіум із класом філософії, через 10 років в ньому відкрито клас риторики. Завдячуючи коштам дружини — Терези з Вельгорських — в Маріямполі з 1746 р. почали діяти шпиталь для убогих та школа для осиротілих шляхтянок, якими опікувались сестри милосердя з Ордену хариток.